# Ocelárna
Ocelárna – minialbum Karela Kryla, wydany w 1984 w Australii. Oprócz utworu Ledvinové kamínky znalazły się na nim piosenki sprzed emigracji artysty z Czechosłowacji.

## Lista utworów
1. Ocelárna
2. Ledvinové kamínky
3. Zpívání pro Miss Blanche
4. Gulášová polífka

## Skład
- Karel Kryl - śpiew, gitara akustyczna
- Peter Puk - gitara 12-strunowa, gitara basowa (3, 4)
- Jan Kajfocz - instrumenty klawiszowe (3, 4)
- Jiří Špiroch - instrumenty perkusyjne (4)